# Heinrich Albert
Heinrich Albert, sau Heinrich Alberti (n. 28 iunie 1604, Lobenstein (atunci Principatul Reuß, azi Turingia) - d. 6 octombrie 1651, Königsberg (Kaliningrad)) a fost un compozitor și poet german.